# Бершадський Віктор Арнольдович
Віктор Арнольдович Бершадський (17.03.1916 — 11.02.1972) — російськомовний поет, прозаїк — документаліст.

## Біографічна довідка
Віктор Арнольдович Бершадський народився 17 березня 1916 року в м. Одеса.
Навчався в Одеському державному педагогічному інституті.
Учасник Другої світової війни.
В 1939 році був прийнятий до Спілки письменників України.
В 1949 році закінчив Літературний інститут імені О. М. Горького у Москві.
Є автором понад 20 книжок: поетичних збірників, лірико-поетичної поеми «Одеса» (1945 р.), присвяченої героїчній обороні міста від фашистських загарбників, документальних повістей.
Помер 11 лютого 1972 року в м. Одеса. Похований на 2-му християнському кладовищі.

## Творчість
У творах поета втілено барвистий колорит українського півдня, романтику морських просторів, мужність корабелів, мореплавців, рибалок. Для його  творчої манери властиві пошуки нових зображувальних засобів, виразність строфіки й метрики. У повісті «Подземная звезда» (1967 р.) на основі свідчень учасників подій відтворив боротьбу партизан Одеси з ворогом у часи нацистської окупації. Є автором документальної повісті «Капитан из Кобулети» (1960 р.), книжок для дітей.

## Твори
- Одесса (поэма) / В. Бершадский.// Героическая Одесса: Литературно-публицистический альманах, посвященный годовщине освобождения Одессы от немецко — румынских захватчиков. — Одесса: Обл. изд-во, 1945. — С. 63 — 71.
- Встреча в порту: Стихи/В. Бершадский. — Одесса: Обл. изд-во, 1948. — 48 с.
- Звездный год/ В. Бершадский. — Одесса: Кн. изд-во, 1959. — 64 с.
- Капитан из Кобулети/В. А. Бершадский. — Одесса: Кн. Изд-во, 1960. — 85 с.
- Песня о парусе/В. Бершадский. — Одесса: Кн. изд-во, 1961. — 122 с.
- Берег славы/ В. Бершадский. – Одесса: Маяк, 1964. – 99 с.
- Удивление: стихи и поэмы/ В. А. Бершадский. — Одесса: Маяк, 1966. — 198 с.
- Волнолом/В. Бершадский. — Москва: Советский списатель, 1969. — 87 с.
- Морская столица: Поэма и стихи/ В. Бершадский. — Одесса: Маяк, 1971. — 87 с.
- Марсианка: стихи/В. А. Бершадский. — Одесса: Маяк, 1974. — 78 с.